# 鄂西会战
鄂西會戰發生於1943年5月至6月，是日軍為打通長江上游航線、控制洞庭湖产粮区並摧破陪都重慶門戶而向湖北西部國民革命軍第六战区守軍進攻的戰役。

## 背景
1943年2月中下旬，刚刚就任日军第11军司令官的横山勇中将调集重兵，围歼了汉水与长江之间的湖汊三角地带自成体系、对第六战区不听调不听宣的国民革命军第128师师长、汉沔游击区中将指挥官王勁哉部，打通了汉水与长江汉口至岳阳的航运通道。日军称之为“江北殲滅作戦”。日军第11军高级参谋岛贯武治回忆：“我自昭和十七年（按：1942年）末到汉口上任以后，耳闻目睹了军内状况，感到总的来说是对敌人估计过高，士气不振。我想，这可能是第二次长沙作战（按：中方称第三次长沙会战）所带来的痛苦体验造成的。因此要充分集结战力，采取用牛刀杀鸡的方式使部队体验一下必胜的作战实践。以此来振奋目前业已消沉下去的士气。”:19。
日军为安定日军第11军的占领区，并确保宜昌下游的长江水上交通路线，使得停舶在宜昌附近虏获的内河航运轮船53艘（空船总排水量约1万6千吨）能顺江而下为其所用，策划了此次作战。大本營强调太平洋战场的重要性，不愿在中国战场继续扩张，但为有效利用暂时滞留在宜昌的这些大批闲置船舶而同意了此次作战。:73-75此时，有情报称中国军队将向长江布放水雷，第一遣支舰队决定组建航道扫雷队以确保航路安全。:385-386日方称此次作战为“江南歼灭战”。
日军第11军军长横山勇中将从驻南昌、咸宁、应城、九江等地的第34、第40、第58、第68师团抽调部分兵力，临时配属驻应山的第3师团、驻鄂西的第39师团、驻沙市的第13师团、驻岳阳的独立混成第17旅团，发动了荆江以南、洞庭湖以北的此次作战。日军计划的作战目标：
1. 寻机歼灭第六战区主力。
2. 短时控制宜昌至岳阳的长江水路，将在平善坝地区掠夺得近20,000总吨位的各类大型船只约50艘，由宜昌下航，以弥补长江内军运船只的不足。
3. 从洞庭湖以北的南县、安乡开始，然后在长江南岸与澧水之间，攻向以西的公安、松滋、暖水街、渔洋关、枝城、长阳、都镇湾，直至宜昌上游的平善坝、石牌沿江一带。其整个作战地区的直线长度约为200公里，宽度约为60公里。

## 國軍參戰序列
- 第六戰區：司令長官陳誠（兼）、孫連仲（代）；副長官王纘緒、吳奇偉
  - 國民革命軍第十八軍
  - 國民革命軍第八十六軍
  - 國民革命軍第三十二軍[5]:1

## 日军参战序列
- 日军第11军
  - 司令官横山勇中将（原为驻黑龙江省孙吴县关东军第4军司令官，1943年1月23日上任）
  - 参谋长　小薗江邦雄　少将
  - 高级参谋　岛贯武治　中佐
  - 第三师团　师团长　驻應山縣
    - 师团长 山本三男　中将　
    - 参谋长　村冈弘　大佐
    - 步兵第6联队　联队长　中畑护一　大佐　第1、第3大队
    - 步兵第34联队　联队长　簗濑真琴　大佐 第1、第2大队
    - 步兵第68联队　联队长　桥本熊吾　大佐第1、第2大队
    - 骑兵第3联队　联队长　宫崎次彦　大佐
    - 野炮兵第3联队　联队长　村川武寿　大佐
    - 工兵第3联队　联队长　沼崎恭平　中佐
    - 辎重兵第3联队　联队长　杉本佑一　中佐
    - 独立步兵第62大队　大队长　铃木文夫　中佐（原属第68师团）
    - 独立步兵第64大队　大队长　松山圭助　中佐（原属68师团）
    - 独立山炮兵第51大队　大队长　阪田敏则　中佐
    - 独立山炮兵第52大队　大队长　内藤二三男　中佐
    - 工兵一个中队（原属58师团）
    - 辎重兵一个中队（原属58师团）

  - 第13师团　驻沙市
    - 师团长　赤鹿理　中将　
    - 参谋长　依知川庸治　大佐
    - 步兵第65联队　联队长　樱井德太郎　大佐　三个大队
    - 步兵第104联队　联队长　海福三千雄　大佐　第1、第2大队
    - 步兵第116联队　联队长　新井花之助　大佐　第2、第3大队
    - 师团骑兵队
    - 山炮兵第19联队　联队长　林作二 大佐
    - 工兵第13联队　联队长　野村武贞　中佐
    - 辎重兵第13联队　联队长　田原亲雄　中佐

  - 第39师团　驻当阳县
    - 师团长　澄田赉四郎　中将　
    - 参谋长　浅海喜久雄　大佐
    - 步兵第232联队　联队长　滨田弘　大佐
    - 步兵第233联队　联队长　吉武安正　大佐
    - 工兵第39联队　联队长　吉田利行　中佐

  - 独立混成第17旅团。驻岳阳
    - 旅团长　高品彪少将
    - 参谋　小合茂中佐
    - 独立步兵第87大队　大队长　浅沼吉太郎　中佐
    - 独立步兵第88大队　大队长　小野寺实　中佐
    - 独立步兵第89大队　大队长　森末治　大佐
    - 独立步兵第90大队　大队长　舛尾芳治　中佐
    - 独立步兵第91大队　大队长　加村义政　大佐
    - 旅团炮兵队
    - 旅团工兵队
    - 旅团通讯队

  - 步兵第51旅团：旅团长野汫弎彦少将（属第58师团）
    - 独立步兵第94大队大队长前崎正雄中佐
    - 独立步兵第96大队大队长西岛刚中佐（属步兵第52旅团）
    - 独立步兵第108大队大队长木村行雄中佐（属步兵第52旅团）

  - 第39步兵团：团长野地嘉平少将（属第39师团）
    - 步兵第231联队（欠第2、第3大队）：联队长梶浦银次郎大佐。辖第1大队
    - 步兵第217联队（欠第2、第3大队）：联队长长野荣二大佐（属第34师团）。辖第1大队
    - 步兵第218联队第1大队：大队长野口重义少佐
    - 山炮兵大队：大队长江畑光雄少佐
    - 步兵第236联队（欠第1、第3大队）：联队长小柴俊男大佐（属第40师团），辖第2大队
    - 步兵第234联队第3大队：大队长坂田英少佐
    - 独立山炮第2联2大队：大队长吉冈贞三少佐
    - 工兵第40联队：联队长五十岚庄七中佐
    - 步兵第234联队（欠第3大队）：联队长户田义直大佐（属第40师团）。辖第1、第2大队
    - 工兵1个中队
    - 步兵第218联队（欠第1、第2大队）：联队长针谷逸郎大佐（属第34师团）。辖第3大队
    - 步兵216联队第3大队：大队长楢木茂少佐
    - 工兵1个中队

  - 军直辖部队：
    - 独立步兵第63大队　大队长　井村𤀠　大佐（属第68师团）
    - 独立步兵第115大队　大队长　桥本孝一　中佐（属第68师团）
    - 野战重炮兵第14联队　联队长　佐藤平秋　中佐
    - 独立野战重炮兵第15联队　联队长　东真六　大佐
    - 飞行44战队　战队长　福泽丈夫　中佐
- 第一遣支舰队司令远藤喜一海军中将

## 經過
日军先以约3个师团近5万人兵力攻击第二十六集团军2个军的4万人，尔后以约6万人攻击第十集团军2个军，最后再以7万人攻击长江上游江防军2个军，将早已掳掠到的船只沿江运到汉口。

### 第一阶段
第一阶段从4月9日到15日。第3师团和独立混成第17旅団以户田支队（第40師団一部）为中心，从石首、华容南下到洞庭湖北岸占领三仙湖。1943年5月9日至5月12日日军在湖南省南县制造了厂窖惨案。

### 第二阶段
第二阶段从5月5日开始。以第13師団、第58師団各一部,在枝江以南的西斉、煖水街附近围歼第八十七军（第55、第43、新編第22師）主力。
日軍第13師團於5月12日夜，從江南守軍空隙的沙市等處偷渡長江，於5月13日清晨從西北面攻擊駐防公安县的國軍第八十七军；同時，已佔領安鄉地區的日軍第3師團等部，也西進向東南方攻擊第八十七军，兩路日軍形成鉗形攻勢。

### 第三阶段
第三阶段从5月18日开始。日军进抵西陵峡。國軍由於各線友軍挫敗，日軍逐漸逼近石牌:15。西陵峡的石牌要塞是扼守长江三峡的要地。如果被日军攻破，将威胁到中国军队在巴东后方的第六战区司令长官部，甚至突破了通往重庆的障壁。第六战区司令长官陈诚命令长江上游防卫军（第十八军第11师）死守，并配属炮兵、工兵、通讯兵等特种兵分队。这场交战后半段，投入了来自梁平机场的空军（美国第14航空队）的支援。中国军队在日军警备薄弱的后方进行了反击作战。日军第13师团留守部队一部（歩兵1個大隊和山砲1個中隊）在第13歩兵団長多田保少将的指挥下前往迎击。在荊門北方的子陵舗附近被击败，中国军队虏获一门山炮。
第十一師處於孤軍奮戰境地，浴血苦戰，從5月26日起，一直到打到5月31日:4，這段期間國軍第11師獨自面對日軍第68步兵聯隊與第231步兵聯隊的進攻，甚至5月30日因為江防軍司令部與第十八軍軍部後撤，大朱家坪與小朱家坪陣地被敵軍突破陷入險境 。
5月28日，渡過清江的日軍，已逼近國軍守衛石牌要塞的第一道防線─南林坡陣地。國軍的陳誠決定在清江沿岸和石牌要塞一線與敵決戰，決戰日期預定在31日至6月1日之間。另一方面，日軍第13師團主力渡過清江後，受到國軍第121師的阻擊，不得不冒險翻越長陽中部的天柱山。途中馬匹輜重損失甚多。國軍第5師在天柱山要道設伏，擊斃日軍數百人後撤退。
日军主要损失在进攻石牌要塞和会战结束回转驻地时。5月29日日军结束了进攻作战。
5月30日，第13師團在付出重大傷亡後，突破石牌附近的戰略要地木橋溪，進攻太史橋。國軍第5師主力利用太史橋的險要地勢設伏，當日軍進入伏擊圈時，國軍以密集的火力向日軍猛烈射擊，接著進行白刃戰。國軍憑藉地勢險要，連續擊退日軍10多次進攻，日軍第13師團主力受阻於太史橋、木橋溪一帶，為後來石牌包圍戰奠定勝基。
國軍增援抵達後，日军后卫部队旋即被包圍，國軍主力经过战斗後成功解救被围部队。日軍屍滿山谷，乃於5月31日夜間，曳尾而退:4。日军独立17旅团、第13师团第104联队、日军长野部队（日军第34师团步兵第217联队第1大隊與步兵第218聯隊第1大隊，並配屬一山砲兵大隊，约2,000多人，被國軍第18師圍困於牽牛嶺）等均遭国军重创，其中長野部隊還在5月26日時電告作好焚燒軍旗全體玉碎的準備，在其他日軍單位救援下才幸免於難，然被圍困的2,000多名日軍絕大多數遭擊斃擊傷，其中步兵第217聯隊第1大隊大隊長廣瀨義福被擊斃，步兵第218聯隊第1大隊大隊長長野口重義重傷。国军包括第十八军在内的3个精锐野战军基本完好无损。因此，石牌战役被誉为中国的“斯大林格勒保卫战”。
宜昌附近的船只（53艘约16,000吨），“漢口第二碇泊場”司令官里見金二大佐的指揮下于5月27日离开宜昌前往汉口。从这一天开始，盟军飞机出动活跃，对日军的伤害开始显现。第一遣支舰队扫雷队处置了约60枚水雷。

## 結果
日军未能达到重创第六战区野战军的目的，没有打通從長江進攻重慶必經的石牌要塞，使得日軍在戰役後反而更顯被動。

## 傷亡
國軍聲稱造成日軍死傷約25,718人，擊毀日機45架，擊沉、擊傷日軍舟艇122艘、汽车75台、马1,384匹，仓库5所。國軍23,550人陣亡，18,295人負傷，7,270人失蹤:137。
日军声称：中国军队阵亡30,766人、俘虏4,279人、工事炮3门（野战炮类）、山炮8门、速射炮9门、迫击炮48门、飞机13架；日军阵亡771人，受伤2,746人，其中157人因空襲阵亡，238人因空袭受伤（截至6月10日）。:436然日軍傷亡明顯嚴重低報，因日軍僅長野部隊（日军第34师团步兵第217联队第1大隊與步兵第218聯隊第1大隊，並配屬一山砲兵大隊，约2,000多人）就在牽牛嶺被國軍第18師圍攻，幾乎遭到全殲，長野部隊還在5月26日時電告作好焚燒軍旗全體玉碎的準備，在其他日軍單位救援下其殘部才幸免於難，然被國軍第18師包圍之2,000多名長野部隊日軍官兵絕大多數遭擊斃或擊傷，其中步兵第217聯隊第1大隊大隊長廣瀨義福被擊斃，步兵第218聯隊第1大隊大隊長長野口重義重傷。僅上述日軍單位便遭遇如此慘重打擊，足見日軍實際傷亡遠高於其所聲稱的陣亡771人，受傷2,746人。